# فصاحة
الفَصاحَةُ هي التحدث بطلاقة، وقوة، ورُقي أو إقناع. إنها أولًا قوة التعبير عن المشاعر القوية بلغة بارزة ومناسبة، وبهذه الطريقة ينتج الاقتناع. يستخدم المصطلح الفصاحة أيضًا للكتابة بأسلوب طَلْق.
يعود مفهوم البلاغة في الغرب إلى الإغريق القدماء، كاليوبي (إحدى البنات التسع لزيوس ونيموزين) كانت مصدر إلهام للشعر والبلاغة. كان الإله اليوناني هرمس راعي الفصاحة. يعتبر شيشرون من الخطباء الفصحاء في العصور القديمة. يعتبر لويس بوردالو أحد مؤسسي البلاغة الفرنسية في القرن السابع عشر.
في علوم اللغة العربية هي صفة توصف بها اللفظة المفردة، والكلام، والمتكلّم. وفي البلاغة الأدبية، فيوصَف بها الكلام والمتكلّم فقط. ومن اللغويين من يجعل الفصاحة والبلاغة متردافين، ومنهم من يجعل البلاغة كلٌّ والفصاحة جزؤه. وتقع الفصاحة وصفًا للمفرد والكلام والمتكّلم.

## تعريفها
هناك العديد من التعريفات للفصاحة في علوم اللغوية والأدبية، في العربية وغير العربية، لكنها عادةً ما توصف بأنها هي إبانة عن فكرة أو صورة بكلام خالٍ من التَّعقيد، ومن الَّلفظ الكريه الجَرس، وبذلك تكون الفصاحة في الكلمة والعبارة. يُفرض في الكلمة لتكون فصيحة أنْ تَسْلم من تَنافر الحروف، ومن غَرابة الاستعمال، ومن مُخالفة القياس اللُّغوي، ومن الكَراهة في السَّمع. وفي العبارة، أن تَسلم مُفرداتُها من العيوب الآنفة الذكر، ثُمّ أن تَسلم الجُملة من ضعف التَّركيب، وتَنافُر الكلمات، والتَّعقيد، وكَثرة التَّكرار، وتتابع الإضافات. تُتَّخذ لفظَةُ الفصحى صفةً لكلّ لُغة أدبيّة، في مقابل اللُّغة العاميّة التي تستخدمها الطَّبقات الشَّعبية في شؤونها اليوميّة.
أما في العربية، الفصاحة في اللغة عبارة عن الإبانة والظهور. وهي في المفرد خلوصه من تنافر الحروف والغرابة ومخالفة القياس الصرفي. وفي الكلام خلوصه من ضعف التأليف وتنافر الكلمات مع فصاحتها، احترز به على نحو: زيد أجلل، وشعره مستشزر، وأنفه مسرج. وفي المتكلم ملكة يقتدر بها على التعبير عن المقصود بلفظ فصيح. وقال في مقاليد العلوم الفصاحة صوغ الكلام على وجه له توفية بتمام الإفهام لمعناه بتبيين المراد وتزيين الألفاظ بما يقرب فهمه ويعزب نظمه ويعذب استماعه ويعجب ابتداعه ويدل مطالعه على مقاطعه وينم مبادئه على تواليه لا باستعمال الشوارد التي لا تفهم والأوابد التي لا تعلم. وقال الأكمل الفصاحة تتبع خواص تراكيب الكلام إفادة ودلالة وترتيبا.

## أقسامها
تقع الفصاحة وصفًا للمفرد والكلام والمتكلّم. فصاحة المفرد أو اللفظة أو الكلمة، تتحقَّق بسلامة الكلمة من أربعة أمور: تنافر الحروف، وغرابة اللفظ، ومخالفة القياس، وكراهة السمع. أما فصاحة الكلام، تتمثل في سلامته من ثلاثة أمور: ضعف التأليف في الكلام، تنافر الألفاظ في الكلام، والتعقيد اللفظي والمعنوي. ثم فصاحة المتكلِّم هي استعداده الفطريّ أو المُكتَسَب لقول الكلام الفصيل. بحسب أحمد بن مصطفى المراغي فإن المتكلّم بهذا الاستعداد «يتمكِّن من صياغة ضروب الكلام من مديح وهجاء، وتهانٍ ومراثٍ، وخطب  محبّرة، ورسائل منمَّقة في الوعظ والإرشاد، والمفاخرات والمنافرات. ولن يبلغ شاعر أن ناثر هذه المنزلة، إلّا إذا كان ملمًّا باللغة، كثير الاطلاع على كتب الأدب، محيطًا بأسرار أساليب العرب، حافظًا لعيون كلامهم من شعر جيّد ونثر مختار، عالمًا بأحوال الشعراء والخطباء، ومجالس الملوك والأمراء، محيطًا بعدات العرب وأخبار أيامهم..» 

### فهرس المراجع
1. ↑  مجدي وهبة؛ كامل المهندس (1984)، معجم المصطلحات العربية في اللغة والأدب (ط. 2)، بيروت: مكتبة لبنان ناشرون، ص. 273، OCLC:14998502، QID:Q114811596
2. ↑  إميل يعقوب (2006)، ص.67
3. ↑  جبور عبد النور (1984). المعجم الأدبي (ط. الثانية). بيروت، لبنان: دار العلم للملايين. ص. 191.
4. ↑  الشريف الجرجاني. كتاب التعريفات
5. ↑  "الفَصاحَة - موسوعات لسان نت للّغة العربية - Lisaan.net". lisaan.net. مؤرشف من الأصل في 2018-07-09. اطلع عليه بتاريخ 2018-12-13.
6. ↑  "ص34 - كتاب علوم البلاغة البيان المعاني البديع - فصاحة المتكلم - المكتبة الشاملة الحديثة". مؤرشف من الأصل في 2021-12-02. اطلع عليه بتاريخ 2022-03-07.

### معلومات المراجع
- محمد على رزق الخفاجى (1979). علم الفصاحة العربية: مقدمة في النظرية والتطبيق (ط. الأولى). القاهرة، مصر: دار المعارف.
- محمد رشاد الحمزاوي (1986). العربية والحداثة، أو الفصاحة  فصاحات (ط. الثانية). بيروت، لبنان: دار الغرب الإسلامي.
- إميل بديع يعقوب (2006). موسوعة علوم اللغة العربية (ط. الأولى). بيروت، لبنان: دار الكتب العلمية. ج. الجزء السابع.